# 1510 pr. n. št.

## Rojstva
- Tutmoz II., četrti faraon Osemnajste egipčanske dinastije († 1479 pr. n. št.)